# Conclave de 1655

Brasão papal de Sua Santidade o papa Alexandre VII

O Conclave de 1655 foi convocado após a morte do Papa Inocêncio X e terminou com a eleição de Fabio Chigi como Papa Alexandre VII. O conclave rapidamente chegou a um impasse, com Giulio Cesare Sacchetti recebendo 33 votos em todo o conclave, mas nunca garantindo o suficiente para sua própria eleição. Chigi acabou sendo eleito papa quando o cardeal Mazarin, líder do governo francês, consentiu em sua eleição a pedido de Sacchetti.

## Segundo plano
Inocêncio X criou Camillo Francesco Maria Pamphili, seu único sobrinho, um cardeal. Mais tarde, Camillo renunciou ao seu status de cardeal para se casar. Em vez disso, a cunhada de Inocêncio, Olimpia Maidalchini, cuidava de todas as funções que normalmente seriam do reino de um sobrinho cardeal.
Durante o papado de Inocêncio, a Paz de Vestfália pôs fim à Guerra dos Trinta Anos, e foi o evento secular mais significativo que ocorreu durante seu reinado. Inocente não aprovou o tratado porque seus representantes não haviam participado das discussões e ele não havia sido consultado ou solicitado a aprovar o reconhecimento da religião protestante na Alemanha. Ele pediu aos líderes católicos seculares que renunciassem à paz, mas eles não o fizeram. Inocente, em troca, absteve-se de nomear cardeais fora da Itália durante seu reinado. Ele criou apenas seis cardeais não italianos durante seu pontificado, e cinco deles eram cardeaisque os monarcas católicos insistiam. Além disso, o restante de suas 40 criações veio da Itália.

## Conclave
O Colégio dos Cardeais, no momento da morte de Inocêncio X, tinha 69 membros, e o conclave que se seguiu contou com a participação de 66 eleitores. 32 dos cardeais foram criados pelo Papa Urbano VIII ou pelo Papa Inocêncio X. Como Olímpia Maidalchini não era cardeal, ela não teve permissão para participar do conclave, mesmo sendo a única mulher a quem foi permitido falar. cardeais. Isso deixou as criações de IInocêncio sem um líder natural durante o processo. Havia 18 cardeais leais à Espanha no conclave e, embora os franceses tivessem menos lealdade, o sobrinho de Urbano VIII Francesco Barberini era um membro de sua facção. A lealdade de Barberini à França deveu-se ao casamento de uma de suas sobrinhas com o irmão de Rinaldo d'Este, o cardeal que liderou a facção francesa. Barberini tinha a capacidade de trazer até 20 cardeais adicionais para apoiar um candidato que ele favorecia.
Giulio Cesare Sacchetti , considerado o mais provável de se tornar papa em 1644, foi o candidato mais forte novamente, mas alguns cardeais não votaram nele porque ele havia sido vetado no conclave anterior pelos espanhóis. Sacchetti também foi o candidato favorito do cardeal Jules Mazarin, líder do governo francês na época. Durante o escrutínio inicial, Sacchetti recebeu 33 votos, um número que ele sempre recebeu ao longo do conclave. Os primeiros escrutínios também foram únicos, porque havia uma grande quantidade de eleitores que não escreveram em ninguém., chegando a 27 votos em 22 de janeiro. Esses votos vieram principalmente de eleitores criados por Inocêncio X que não queriam votar em um cardeal criado pelo Urbano VIII. 11 dos votos para nenhum candidato vieram do Esquadrão Volante, um grupo de cardeais que estavam dispostos a apoiar um candidato a qualquer facção que julgassem benéfica para o cargo de papa.
O impasse continuou até fevereiro, e os membros mais jovens do Colégio dos Cardeais começaram a pregar peças nos membros mais velhos do Colégio, a fim de se divertir. Isso supostamente levou um cardeal mais velho a morrer de pneumonia depois que um cardeal mais jovem o fez cair e deitar em um chão frio, assustando-o vestido como um fantasma. Houve também outras doenças entre os cardeais que levaram vários deles a deixar o conclave.

## Eleição de Alexandre VII
Em meados de fevereiro, Sacchetti, reconhecendo que sua própria candidatura havia sido perdida, entrou em contato com Mazarin e solicitou que os cardeais franceses transferissem seu apoio a Fabio Chigi. Chigi foi inicialmente especulado como candidato ao papa antes da morte de Inocêncio X. Relatos contemporâneos relataram que ele era considerado o mais adequado para a posição se as considerações humanas do eleitor não fossem levadas em consideração. O cardeal Mazarin, da França, foi convencido a apoiar Chigi pelo esquadrão, embora ele não gostasse dele. O ódio de Mazarin por Chigi datou do exílio de Mazarin em Colônia, durante a Fronde, enquanto Chigi estava servindo como núncio papal naquela cidade.
Em abril de 1655, Mazarin respondeu a Sacchetti concordando em permitir que eleitores leais à França votassem em Chigi, caso a eleição de Sacchetti se tornasse impossível. Sacchetti passou a pedir aos seus partidários que transferissem seu apoio a Chigi. No primeiro escrutínio de 7 de abril de 1655, foram lançadas 20 cédulas escritas para Chigi, antes de os outros eleitores o terem aclamado papa após um conclave de 80 dias. Após sua eleição, Chigi recebeu o nome de Alexandre VII.